# اوسورکن یکم
اوسورکن یکم (به انگلیسی: Osorkon I) دومین پادشاه دودمان بیست و دوم مصر باستان بود که میان سال‌های ۹۲۲ تا ۸۸۷ پیش از میلاد فرمانروایی می‌کرد. او فرزند و چانشین ششونک یکم از همسرش کارومات بود. ششونک یک سال پس از نبرد پیروزمنانه‌اش در سال ۹۲۳ علیه پادشاهی‌های اسرائیل و جودا درگذشت.
دوران اوسورکن یکم شاهد ساخت تعداد بسیاری پرستشگاه در سراسر مصر بود و از جمله دوره‌های طولانی و شکوفا در تاریخ این کشور به شمار می‌رود. بیشترین تاریخ باقی‌مانده از او مربوط به «سال ۳۳ دومین جشن سد» است که بر روی نگاره‌ای بر مومیایی ناختفموت پیدا شده؛ کسی که بر روی جسد خود پلاکی مزین به نام تاجی اوسورکن یکم یعنی سِخِم‌خِپِررَع را داشت. این تاریخ تنها می‌توانسته مربوط به اوسورکن باشد چرا که هیچ فرعون دیگری در دودمان بیست و دوم برای نزدیک به ۳۰ سال پادشاهی نکرد مگر تا هنگام اوسورکن دوم. اگرچه مان‌تو دوران فرمانروایی او را در مصرنامه خود ۱۵ سال ذکر می‌کند، اما به گمان قوی این اشتباهی بوده است با عدد ۳۵ سال.
نام تاجی اوسورکن یکم به معنای «قدرتمندند تجسدهای رع» است.

## پس از مرگ
دوران فرمانروایی اوسورکن به آرامی و صلح گذشت، اما هر دو جانشینان او یعنی پسرش تاکلوت یکم و اوسورکن دوم مشکلات چندی در برقراری صلح و استقرار در مصر علیا داشتند چرا که ناچار به رقابت با شاهی به نام هارسیسه بودند. آرامگاه اوسورکن هیچ‌گاه یافت نشد.

## یادداشت
1. ↑  Sekhemkheperre